# La Luz (Új-Mexikó)
La Luz statisztikai település az új-mexikói Otero megyében, az Egyesült Államokban. A 2020-as népszámláláson a lakosság száma 1578 fő volt. Közvetlenül Alamogordótól északra fekszik, a Tularosa-medence keleti sarkában, a Sacramento-hegység nyugati oldalán. 1848-ig La Luz Mexikó része volt, nevét a „fény” szó spanyol megfelelőjéről kapta.

## Népesség
| Lakosok száma | 1615 | 1697 | 1578 |
|               | 2000 | 2010 | 2020 |

### Demográfia
A 2020-as népszámlálás idején a lakosság száma 1578 fő volt. Az átlagos háztartás bevétele 31.169 dollár volt az évben, míg mindössze az emberek 13%-a rendelkezett egyetemi végzettséggel. A lakosság 30,7%-a volt éppen munkában és az emberek 35%-ának nem volt egészségbiztosítása. Mindezek következtében a lakosság 14,6%-a a szegénységi határ alatt van. A népesség 42%-a fehér, 52%-a hispán.

## Galéria
- Fazekas gyár a település szélén
- La Luz, 1976-ban
- A település egyik háza